# ハーテム・トラベルスィー
ハーテム・トラベルスィー（アラビア語: حاتم الطرابلسي; ḥātem ṭrabelsī, Hatem Trabelsi, 1977年1月25日 - ）はチュニジア出身で元同国代表の元サッカー選手。ポジションはDF。

## 経歴
チュニジア代表の要として1998 FIFAワールドカップ、2002 FIFAワールドカップ、2006 FIFAワールドカップに出場したプレーヤー。2006年W杯終了後に代表引退。
豊富な運動量が売りで、試合終盤まで走り続けることができる選手で、積極的にオーバーラップをかけるため相手に疲れの見えた後半終了間際にアシストを決めるというシーンがたびたび見られる。

## 所属クラブ
- CSスファクシアン 1997 - 2001
- アヤックス・アムステルダム 2001 - 2006
- マンチェスター・シティ 2006 - 2007
- アル・ヒラル 2007

## 代表歴

### 出場大会
- チュニジア代表
  - 1998 FIFAワールドカップ
  - 2002 FIFAワールドカップ
  - 2006 FIFAワールドカップ

### 試合数
- 国際Aマッチ 61試合 1得点（1998年-2006年）[1]

| チュニジア代表 | 国際Aマッチ | 国際Aマッチ |
| 年             | 出場        | 得点        |
| -------------- | ----------- | ----------- |
| 1998           | 6           | 1           |
| 1999           | 4           | 0           |
| 2000           | 4           | 0           |
| 2001           | 6           | 0           |
| 2002           | 12          | 0           |
| 2003           | 6           | 0           |
| 2004           | 6           | 0           |
| 2005           | 9           | 0           |
| 2006           | 8           | 0           |
| 通算           | 61          | 1           |